# Joseph Farnham
Joseph White Farnham (ur. 2 grudnia 1884, zm.  2 czerwca 1931) – amerykański dramaturg, scenarzysta filmowy i montażysta filmowy epoki kina niemego w latach 20. XX wieku. Był także członkiem założycielem Amerykańskiej Akademii Sztuki i Wiedzy Filmowej.